# Pidonia seorsa
Pidonia seorsa är en skalbaggsart som beskrevs av Holzschuh 1991. Pidonia seorsa ingår i släktet Pidonia och familjen långhorningar. Inga underarter finns listade i Catalogue of Life.